# Криезис, Антониос
Антониос Криезис (греч. Αντώνιος Κριεζής; 1796 — 1865, Афины) — судовладец и капитан, участник Освободительной войны Греции 1821—1832 годов, вице-адмирал, министр, премьер-министр Греции.

## Биография
Антониос Криезис происходил и связан с островом Идра, одним из оплотов греческого флота, но родился в 1796 году в Трезене, местечке на полуострове Пелопоннес, расположенном напротив острова.
В 15-летнем возрасте Антонис, вместе с братом Иоаннисом, были захвачены алжирскими пиратами. В алжирском плену братья провели 3 года, пока не вернулись на остров Идра. В июне 1818 года в Константинополе, будучи уже одним из самых видных судовладельцев своего острова, Антониос был посвящён в Филики Этерия.
Однако когда в марте 1821 года разразилась Греческая революция, судовладельцы Идры медлили и занимали выжидательную позицию. Остров восстал в ночь с 28 на 29 марта, но уже под руководством рядовых моряков, во главе с Антониосом Иконому, который 31 марта был поставлен во главе острова. С этим не могли смириться судовладельцы и имущие острова, которые 12 мая произвели вооруженный переворот. Одним из руководителей и основных участников этого переворота был Антониос Криезис.. Иконому покинул остров и перебрался на Пелопоннес, где был убит людьми землевладельцев. С началом освободительной войны развернулась и борьба за власть, где землевладельцы и судовладельцы выступали единым фронтом.
Капитан Антониос Криезис не был в числе самых известных героев войны на море, но предоставил флоту Идры свои корабли и участвовал во многих морских сражениях. Отличился в морском сражении при острове Спеце, 8 сентября 1822 года.
Следует отметить также его участие в рейде на Метони, а также в дерзком рейде греческого флота на порт Александрия, Египет, в июле 1825 года, где голет Криезиса Эпаминонд, вместе с другим кораблем, сопровождал 3 греческих брандера. В порт Александрии, днём, вошёл только Канарис со своим брандером, но турецко-египетский флот спасся, благодаря зоркости и бдительности вахтенного офицера французского фрегата, стоявшего к несчастью (для греков) в порту.
В 1828 году, при правлении графа Каподистрия, Криезис был назначен командиром малой флотили в Ионическом море и принимал у турок сдачу крепости Воница в 1829 году.

## После освобождения
В марте 1831 года Криезис участвовал в конституционном комитете острова Идра, который противостоял Каподистрии. Ещё более сомнительной славы был захват под его руководством, в ночь с 14 на 15 июля 1831 года, фрегата «Эллада». Фрегат был построен в США на деньги государственного займа. Конечная цена его выросла в 3 раза, сдача была задержана на 2 года, поэтому фрегат успел принять участие в военных действиях только последних месяцев войны. История фрегата «Эллада» становится ещё печальнее после его захвата Криезисом, когда, в результате политической борьбы против Каподистрии, адмирал Миаулис Андреас-Вокос взорвал этот флагман греческого флота.
После убийства Каподистрии и установления монархии, происхождение Криезиса и его политический послужной список по достоинству были оценены королём Оттоном. Криезис получил звание вице-адмирала, став таким образом первым вице-адмиралом в королевском флоте. В 1835 году Криезис становится морским министром в правительстве баварца Армансперга. Он также был морским министром в правительстве Александра Маврокордато в 1841 году.
12 декабря 1849 году Антониос Криезис стал премьер-министром страны, оставаясь на этом посту до 16 мая 1854 года.
Умер Антониос Криезис в Афинах в 1865 году.

## Память
- в память адмирала был назван корвет типа «Флауэр» «Криезис», один из 4-х британских корветов этого класса, переданных в заём Греции во время Второй мировой войны.
- в память адмирала был назван эсминец D-217 типа «Гиринг», находившийся в составе ВМФ Греции с 1980 по 1993 год и нёсший имя «Криезис».